# Stephanie Kasperski
Stephanie Kasperski (geb. 23. Januar 1987) ist eine deutsche Rettungsschwimmerin.
Kasperski trat als Polizei-Anwärterin in den hessischen Polizeidienst ein und lebt heute als Polizeibeamtin in Wiesbaden. Schon früh interessierte sie sich für den Schwimmsport, insbesondere für das Rettungswesen, und engagierte sich deshalb für das Rettungsschwimmen. Seit 2018 arbeitet sie ehrenamtlich im Bereich Öffentlichkeitsarbeit des Schwimmvereins Wiesbaden mit. Sie ist Bundesbeauftragte für Verbandskommunikation im Ressort Rettungssport der DLRG.

## Sportliche Erfolge
Schon bald nahm sie an sportlichen Wettkämpfen teil und gehörte zu den Spitzensportlern im Rettungsschwimmen. Sie wurde in der Zeit zwischen 2005 und 2014 dreimal Deutsche Meisterin und war 10 Jahre lang Teil der Nationalmannschaft.
2004 und 2005 gewann sie bei den Junioreneuropameisterschaften 4 × Gold 2 × Silber sowie 2 × Bronze in den Einzelrennen und etablierte sich fortan in der Nationalmannschaft der Rettungsschwimmer.
Mit 17 Jahren qualifizierte sie sich 2005 für die World Games (Olympische Spiele für die nichtolympischen Sportarten) in Duisburg. Hier gewann sie Silber in der Mehrkampfwertung der Staffeln. 2009 gelang ihr erneut die Qualifikation für die World Games im Taiwan. Im Einzel schwamm sie über 50 m Retten einer Puppe auf den 4. Platz. In der Mehrkampfwertung der Staffel holte sie mit Aline Hundt, Julia Schatz, Stefanie Schoder, Katrin Altmann und Fabienne Göller den World Games Sieg.
Bei diesen World-Games 2013 in Cali (Kolumbien) gewann sie mit Laura Ernicke, Anke Palm und Julia Schatz die Goldmedaille in der 4-mal 25 m Puppenstaffel. Außerdem gewann sie eine Bronzemedaille mit der 4-mal-50-Meter-Gurtretterstaffel. Für diese sportlichen Leistungen wurde sie am 25. Oktober 2013 von Bundespräsident Joachim Gauck mit dem Silbernen Lorbeerblatt ausgezeichnet.
Mit ihrem Heimatverein der DLRG Halle-Saalekreis gewann sie 2012 sowie 2014 die Bronzemedaille der Clubweltmeisterschaften und ist selbst Clubweltmeister 2014.
Im Schwimmen hält sie mit dem SC Wiesbaden seit 2009 den deutschen Rekord über 4 × 50 m Schmetterling (Beatrix Eisel, Stephanie Kasperski, Lisa Heintzmann, Jenny Mensing).